# Блондель, Шарль
Шарль Блонде́ль (фр. Charles Blondel; 10 октября 1876, Лион — 19 февраля 1939, Париж) — французский психолог. Специалист по социальной психологии. Главный труд «Введение в коллективную психологию» (1929).

## Биография
Профессор психологии в университетах Страсбурга и Парижа (с 1937 года в Сорбонне преемник Жоржа Дюма).
Последователь Э. Дюркгейма и А. Бергсона.
Выпускник Высшей нормальной школы (1900) с агреже по философии, ученик Л. Леви-Брюля.
Доктор медицины (1906), д-р словесности (1919).
Разрабатывал проблему социальной психологии эмоций.
Критик психоанализа.
Труды
- «Больное сознание» («Conscience morbide», P., 1914)
- La psychoanalyse. P., 1924
- «Первобытное мышление» («Mentalite primitive», P., 1926)
- «Введение в коллективную психологию» («Introduction a la psychologie collective», 1929)
- La suicide. P., 1933
- Einfuhrung in die Kollektivpsychologie. Wien, 1948.